# Emanuel van Meteren
Emanuel van Meteren, född 8 juli 1535 i Antwerpen, död 18 april 1612 i London, var en nederländsk historiker. 
Meteren ägnade sig åt köpmansyrket, kom 1550 till London och var från 1583 de nederländska Londonköpmännens huvudman (konsul). Han var en ivrig samlare av bland annat mynt, medaljer, böcker och kom på denna väg in på historiskt författarskap. Hans 1599 i Delft utgivna Historie der nederlandsche ende haerder naburen oorlogen en geschiedenissen hade redan 1596 utkommit i tysk och latinsk översättning. Bland många senare upplagor märks en 1614 i Arnhem utgiven, som är officiöst korrigerad efter generalstaternas önskan. Arbetet är en av de värdefullaste källorna för nederländska frihetskrigets historia.

"Niederländische Historien oder geschichten aller deren Händel..." från 1609-1612.